# Коронавірусна хвороба 2019 на Фолклендських Островах
Епідемія коронавірусної хвороби 2019 на Фолклендських Островах — це поширення пандемії коронавірусної хвороби 2019 на територію Фолклендських Островів. Перший випадок хвороби на цій британській заморській території зареєстровано 3 квітня 2020 року. Під час першої хвилі епідемії зареєстровано 13 випадків хвороби, причому всі хворі були з військової бази Маунт-Плезант, випадків серед цивільного населення не зареєстровано. Всі перші 13 хворих одужали. 10 листопада було виявлено новий випадок хвороби. Станом на 4 травня 2022 року загалом було підтверджено 195 випадків хвороби.

## Передумови
План боротьби з епідемією коронавірусної хвороби Фолклендських Островів включає кілька етапів протиепідемічних заходів. Фолклендські Острови провели серйозну підготовку до появи на островах COVID-19.Було оголошено, що заходи можуть включати:
- Обмеження всіх поїздок, які не є життєво необхідними, як за кордон, так і по території островів.
- Можливі зміни у відвідуванні шкіл та ясел, які будуть впроваджуватися поступово протягом найближчих кількох тижнів.
- Переглянуті домовленості щодо використання авіаслужби уряду Фолклендських островів та військової бази Конкордія-Бей.
- Запроваджено зміни у наданні медичних послуг. Це включає зміни в способі роботи меморіальної лікарні короля Едварда VII, також буде збільшено кількість медичних відвідувань в сільській місцевості на островах.
- Підтримання зв'язку із тими вразливими людьми, з якими здорові люди підтримують зв'язки, та надання їм порад для поведінки в умовах епідемії.
- Запровадження низку заходів для підтримки економіки Фолклендських островів, включаючи бізнес та працюючих осіб, які мають бути розроблені та повідомлені в установлений термін.

На Фолклендських Островах не було устаткування для проведення тестування на коронавірус, і спочатку було необхідно чекати близько 10 днів до отримання результатів тестів з Британії, яка знаходиться на відстані майже 8 тисяч миль (близько 13 тисяч км). 23 березня уряд Аргентини запропонував послу Великої Британії в Бразилії медичні засоби, включаючи тести на COVID-19, але Фолклендські Острови відхилили цю пропозицію. Пізніше Фолклендські Острови отримали обладнання для проведення тестування, і лабораторія повністю запрацювала до 18 травня 2020 року.

## Хронологія

### Березень 2020 року
19 березня 2020 року 238 осіб вилетіли з островів на літаку, що прямував до аргентинського міста Кордова.
Уряд Фолклендських Островів підтвердив, що мав контакт із Великої Британією щодо епідемії коронавірусної хвороби. Уряд порадив туристам та іноземцям покинути архіпелаг, оскільки він не може гарантувати дотримання транспортного сполучення найближчим часом, а круїзним суднам, що прямують до Фолклендських островів, буде дозволено причалювати лише в тому випадку, якщо пасажири перебували на борту принаймні 10 днів, і якщо на кораблі немає жодної особи з симптомами COVID-19, при цьому транспортне сполучення між островами архіпелагу сильно обмежене, на островах запроваджені заходи соціального дистанціювання.
23 березня 2020 року Аргентина заявила, що звернулася до посла Великої Британії в Буенос-Айресі, щоб запропонувати матеріальну підтримку островам.
26 березня 2020 року уряд островів закрив усі школи та дитячі садки до 4 травня 2020 року. За два дні повідомлено, що в лікарні в Порт-Стенлі перебуває на лікуванні важко хвора дитина із підозрою на COVID-19.

### Квітень 2020 року
3 квітня 2020 року на островах був офіційно підтверджений перший випадок коронавірусної хвороби. Усі школи та дитячі садки були закриті, і всім працюючим, робота яких не була життєво необхідною, було наказано залишатися вдома. 5 квітня 2020 року виявлено другий випадок хвороби. 8 квітня 2020 року на островах зареєстровано 5 випадків хвороби та одне одужання, всі вони зареєстровані на військовій базі Маунт-Плезант. На цей день на островах проведено 137 тестувань. На 14 квітня 2020 року на островах було зареєстровано 11 випадків хвороби та одне одужання.
До 15 квітня 2020 року на островах взято 255 зразків для тестування на коронавірус. Були введені додаткові карантинні заходи, у тому числі необхідно було брати дозвіл на проїзд до військової бази Маунт-Плезант. 17 квітня 2020 року повідомлено про запровадження низки заходів для підтримки населення та бізнесу, які включали, зокрема, схему збереження робочих місць, субсидію на безробіття, безповоротні гранти для підприємств. 23 квітня 2020 року повідомлено, що на островах буде проводитись тестування на COVID-19 з наступного тижня, коли мало прибути обладнання. 337 зразків біоматеріалу з островів було відправлено до Великої Британії.
27 квітня 2020 року ціни на шерсть впали на 50 % порівняно з попереднім роком. Ціни на шерсть уже падали, але саме це падіння було спричинене пандемією COVID-19. 29 квітня 2020 року повідомлено, що ціна електроенергії за одиницю для всіх споживачів буде знижена з 23 до 18 фунтів з 1 травня 2020 року.

### Травень-липень 2020 року
1 травня 2020 року повідомлено про пом'якшення карантинних обмежень: 11 травня дозволено відновити роботу школам та підприємствам, проте обмеження на поїздки між Порт-Стенлі та військовою базою Маунт-Плезант залишатимуться чинними. 15 травня 2020 року повідомлено про подальше послаблення обмежень на поїздки по островах.
6 липня 2020 року на Фолклендських Островах набули чинності нові карантинні правила. Особи, які прибувають на острови, повинні були надати інформацію про свою історію подорожей, та про те, де вони зупиняться. Після прибуття необхідно було дотримуватись обов'язкової 14-денної ізоляції. Військовослужбовці, які пройшли карантин у Великій Британії, були звільнені від ізоляції.

### Листопад-грудень 2020 року
10 листопада 2020 року виявлений новий випадок хвороби в цивільного, який перебував на карантині. Всього під час другої хвилі пандемії на островах до 2 грудня 2020 року було підтверджено 4 нові випадки хвороби. Усі ці 4 випадки визнані одужалими 9 грудня 2020 року. Також підтверджено 6 нових випадків хвороби пізніше, 15 грудня та 22 грудня 2020 року.

### Січень-лютий 2021 року
12 січня 2021 року уряд Фолклендських Островів повідомив, що, протягом лютого 2021 року очікується прибуття на острови 5200 доз вакцини AZD1222, розробленої Оксфордським університетом та компанією «AstraZeneca». 24 лютого острови отримали другу партію вакцини з Великої Британії, загалом 2200 доз AZD1222.

### 2022 рік
29 червня 2022 року служба охорони здоров'я островів повідомила, що вірус COVID-19 буде вважатися ендемічним на Фолклендських островах через низький рівень зараження. Хворі більше не повинні були повідомляти про симптоми або позитивні результати тесту. Особам із симптомами хвороби залишалався рекомендованою самоізоляція.